# Der treue Husar

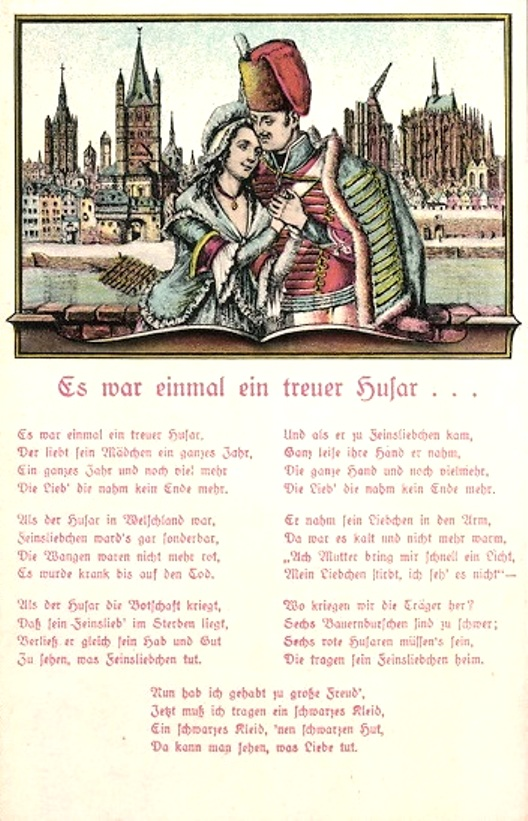
Der treue Husar.

Der treue Husar (Le Fidèle Hussard) est une chanson populaire allemande, née semble-t-il en 1825. De caractère traditionnel, elle entre dans la catégorie des « chansons de soldat ». Elle se chante plus particulièrement pendant le carnaval.
Elle est l'un des deux hymnes officiels du carnaval d'Eschweiler (de) (Rhénanie-du-Nord-Westphalie)[réf. nécessaire].

## Paroles
| 1. Es war einmal ein treuer Husar, Der liebt' sein Mädchen ein ganzes Jahr, Ein ganzes Jahr und noch viel mehr, Die Liebe nahm kein Ende mehr. 2. Der Knab' der fuhr ins fremde Land, Derweil ward ihm sein Mädchen krank, Sie ward so krank bis auf den Tod, Drei Tag, drei Nacht sprach sie kein Wort. 3. Und als der Knab' die Botschaft kriegt, Daß sein Herzlieb am Sterben liegt, Verließ er gleich sein Hab und Gut, Wollt seh'n, was sein Herzliebchen tut. 4. Ach Mutter bring' geschwind ein Licht, Mein Liebchen stirbt, ich seh' es nicht, Das war fürwahr ein treuer Husar, Der liebt' sein Mädchen ein ganzes Jahr. 5. Und als er zum Herzliebchen kam, Ganz leise gab sie ihm die Hand, Die ganze Hand und noch viel mehr, Die Liebe nahm kein Ende mehr. 6. "Grüß Gott, grüß Gott, Herzliebste mein! Was machst du hier im Bett allein?" "Hab dank, hab Dank, mein treuer Knab'! Mit mir wird's heißen bald: ins Grab!" | 7. "Grüß Gott, grüß Gott, mein feiner Knab. Mit mir wills gehen ins kühle Grab. "Ach nein, ach nein, mein liebes Kind, Dieweil wir so Verliebte sind." 8. "Ach nein, ach nein, nicht so geschwind, Dieweil wir zwei Verliebte sind; Ach nein, ach nein, Herzliebste mein, Die Lieb und Treu muß länger sein. 9. Er nahm sie gleich in seinen Arm, Da war sie kalt und nimmer warm; "Geschwind, geschwind bringt mir ein Licht! Sonst stirbt mein Schatz, daß's niemand sicht. 10. Und als das Mägdlein gestorben war, Da legt er's auf die Totenbahr. Wo krieg ich nun sechs junge Knab'n, Die mein Herzlieb zu Grabe trag'n? 11. Wo kriegen wir sechs Träger her? Sechs Bauernbuben die sind so schwer. Sechs brave Husaren müssen es sein, Die tragen mein Herzliebchen heim. 12. Jetzt muß ich tragen ein schwarzes Kleid, Das ist für mich ein großes Leid, Ein großes Leid und noch viel mehr, Die Trauer nimmt kein Ende mehr. |

## Adaptations
La chanson Der treue Husar est connue pour avoir été reprise à la fin des Sentiers de la gloire (1957) de Stanley Kubrick, où une prisonnière allemande — interprétée par Suzanne Christian, la future épouse de Kubrick — chante cette chanson pour des soldats français, suscitant une intense émotion.
Elle a aussi été adaptée par Francis Lemarque sous le titre Marjolaine, chanson sortie en France en 1957, année de sortie du film.
Der treue Husar a inspiré Louis Armstrong avec son titre The Faithful Hussar, ainsi que les artistes britanniques Ted Heath et Vera Lynn (avec le titre Don't Cry My Love).
Un film allemand de 1954, réalisé par Rudolf Schündler, porte aussi le titre Der treue Husar.
Cette chanson a été reprise également dans la série télévisée Un village français, où l'officier nazi Heinrich Müller la fredonne à plusieurs reprises.
Cette chanson est chantée par Elke Sommer dans le téléfilm Le Chien, avec Alain Delon, en 1962.